# Floreal Gorini
Floreal Edmundo Gorini (Buenos Aires, Argentina, 15 de octubre de 1922 - Ibidem, 3 de octubre de 2004) fue un activo militante del cooperativismo argentino y del comunismo. Fue dirigente sindical bancario, diputado por el partido comunista en el Frente País Solidario y gerente general del Instituto Movilizador de Fondos Cooperativos entre 1961 y 1992 y presidente del mismo desde ese año hasta su fallecimiento. Fue, asimismo, el fundador y primer director del Centro Cultural de la Cooperación que hoy lleva su nombre.

## Biografía
Floreal Gorini nació el 15 de octubre de 1922 en la ciudad de Buenos Aires; primer hijo de Emilio Gorini y María Avella de Gorini. En 1941 se recibe de químico industrial en el Colegio Industrial de La Plata, Provincia de Buenos Aires. En 1945 contrae matrimonio con Nélida Esther Cariatti, con quien tiene tres hijos: Edmundo Floreal Gorini, Nidia Liliana Gorini y Ulises Gorini.
Gorini se destacó como sindicalista y como militante político del Partido Comunista Argentino, destacando su actividad en ambos durante una huelga realizada cuando ejercía su actividad con técnico químico en una fábrica de sombreros. Como sindicalista es significativa su participación en la huelga bancaria que encabezó en el año 1959 cuando se desempeñaba como secretario adjunto de la Asociación Bancaria.
A partir de la fundación en 1958 del Instituto Movilizador de Fondos Cooperativos fue un activo dirigente y promotor del cooperativismo de crédito. De hecho desde su fundación hasta el año 1966 se crearon más de mil Cooperativas de Crédito en todo el país. La dictadura militar instaurada en ese año implantó medidas que condicionaron el accionar de las Cooperativas de Crédito (se calcula que quedaron 450 Cajas de Crédito activas luego del golpe.
En el año 1976 una nueva dictadura generó nuevas restricciones al Cooperativismo de Crédito que resistió los embates conformando diferentes bancos cooperativos de los que sobrevivió y se destaca como uno de los principales Bancos privados del país el Banco Credicoop Coop. Ltda.
Entre los años 1995 y 1997 fue diputado nacional por el Frente País Solidario. En el año 1997 se postuló como candidato a Diputado por la Ciudad de Buenos Aires por el Frente Grande. 
Por esos años encaró la refundación de Instituto Movilizador de Fondos Cooperativos promoviendo la fundación de nuevas cooperativas de diverso tipo. Entendía que existía la necesidad de un cambio cultural, por lo que promovió la fundación del Centro Cultural de la Cooperación, que terminó de construirse en el año 2002 y del cual fue director hasta su muerte.
Su última participación en un acto de significativa importancia para el movimiento cooperativo, fue la realización de la Primera Feria de la Cooperación, llevada a cabo en octubre de 2003 en conjunto con la Municipalidad de Morón. En la plaza central de dicha localidad, y durante cuatro  jornadas consecutivas, más de 50.000 personas se dieron cita en un evento que contó con la presencia de más de ciento veinte cooperativas, mutuales y diversas organizaciones de la economía social. La Feria fue, sin duda, el primer encuentro social multitudinario llevado a cabo después de la crisis de 2001, y una clara expresión del potencial del cooperativismo en Argentina.
Homenajes
Una calle lleva su nombre en el barrio de Playa Chapadmalal del Partido de General Pueyrredón, Buenos Aires